# Aphis forbesi
Aphis forbesi är en insektsart som beskrevs av Weed 1889. Aphis forbesi ingår i släktet Aphis och familjen långrörsbladlöss. Inga underarter finns listade i Catalogue of Life.